# NOBODY'S GIRL
『NOBODY'S GIRL』（ノーバディーズガール）は、babamaniaの5作目のシングル。6作目シングル「Doobee Doowop Communication」と共に2004年11月3日にインペリアルレコードから2枚同時発売された。

## 概要
- 前作「WANNA ROCK」から約1年8ヶ月ぶりのシングルリリース。
- babamaniaの「陰」と「陽」の二面性を表した2枚同時発売のシングルから「陰」にあたる「シリアス&ダーク」サイド盤。どちらも初めて本格的に日本語詩を取り入れている。

## サポートミュージシャン
- 黒田元浩（Bass）

## 収録曲
1. NOBODY'S GIRL [4:30]
作詞・作曲：babamania  編曲：babamania、佐藤洋介
"個ミュニケーション不全" の女の子の心の闇を社会風刺も織り交ぜて描いたロック・チューン。
2. SPLASH [3:13]
作詞・作曲：babamania  編曲：babamania、佐藤洋介
アルバム未収録曲。
3. NOBODY'S GIRL（INSTRUMENTAL）[4:30]
作詞・作曲：babamania  編曲：babamania、佐藤洋介